# Luc-Marie Bayle
Pour les articles homonymes, voir Bayle.
Luc-Marie Bayle, né le 30 janvier 1914 à Malo-les-Bains et mort le 11 octobre 2000 à Houlbec-Cocherel, est un officier de marine, peintre et artiste français.  

## Biographie
Son enfance est marquée à l'âge de neuf ans par la mort de son père. Fils de marin, petit-fils de marin – son grand-père avait commandé l'escadre d'Extrême-Orient et notamment le croiseur Duguay-Trouin dépêché dans le Pacifique en 1896-1897 pour réprimer des soulèvements dans les îles de Raiatea et de Tahaa – la famille de Luc-Marie Bayle le destine à la marine. Il avoue enfant avoir été tenté par la couture et avoir voulu devenir tailleur pour dames : « J'aimais infiniment habiller les poupées de ma petite sœur, couper leurs robes, bâtir l'étoffe, soigner les ourlets... » Il pratique très tôt la caricature : ébauches de têtes, silhouettes de divers personnages familiers ou non. Il se lance également « dans des scènes d'abordages épouvantablement sanglantes, des combats navals où volaient têtes et corps coupés en deux ou plus... »
En 1942, il épouse Simone Vigne qui lui donnera trois filles.

Il est directeur d'une société publicitaire "2b" avec le peintre de la marine Hervé Baille.

Il est membre de l'Académie de marine à partir de 1975 et sociétaire de la National des beaux-arts.

### Carrière navale
Il intègre l'École navale en 1932 avec d'excellentes notes en dessin.
Promu officier, il navigue sur différents bâtiments de la Marine nationale, effectue une campagne en Chine sur la canonnière Balny en 1935, embarque sur l'aviso Tamurg, puis à son retour, il étudie à l'école des fusiliers marins de Lorient en 1935. Il embarque pour l'Afrique à bord de l'aviso D'Entrecasteaux à la recherche de sous-marins ennemis. Le 19 juin 1940, il participe à la sortie du cuirassé Jean-Bart des chantiers de Saint-Nazaire, avant l'arrivée des troupes allemandes. À bord, il réalise pour le carré des officiers une aquarelle relatant cet événement, aujourd'hui conservée au Musée national de la Marine. Il accomplit deux missions vers la terre Adélie sur le bâtiment polaire Commandant Charcot en 1949 puis 1950 sous le commandement du capitaine de frégate Max Douguet. Il assure à bord les missions multiples de photographe, historiographe et peintre officiel. Puis, il travaille au service de presse-information de la Marine de 1944 à 1948 puis de 1952 à 1956. De 1950 à 1951, il fait partie d'un groupe d'action anti-sous-marine à Toulon. De 1959 à 1960, il travaille au Service historique de la Marine. 
Il commande la Marine française en Polynésie de 1956 à 1958. En 1975, il est élu à l’académie de Marine.

### Activités muséographiques
Très tôt, il manifeste son intérêt pour la préservation et la restauration de navires anciens. En 1948, alors qu'il travaille au service de presse-information de la Marine, il plaide auprès du chef de cabinet du ministre pour la préservation du Duguay-Trouin, vaisseau capturé par les Anglais lors de la bataille de Trafalgar et dont ils souhaitent se défaire. Mais sa demande restera lettre morte et le Duguay-Trouin est coulé le 1er décembre 1949..."
En 1954, Bayle réalise à l'occasion du Salon nautique international de Paris une grande maquette de 150 m de long du porte-avions Clemenceau pour faire comprendre au public la complexité des équipements et de l’électronique en lui permettant de visiter cette reproduction de taille réduite. l'opération est un succès auprès du public parisien. Après une année au Service Historique, il est directeur du Musée national de la Marine de 1972 à 1980. Il va créer le concept de « port-musée », en particulier dans la citadelle de Port-Louis, près de Lorient. 
Il s'intéresse tout particulièrement aux bateaux patrimoniaux comme la Duchesse Élisabeth, trois-mâts allemand attribué en dommage de guerre à la France, rapatrié à Brest en 1946, et rebaptisé Duchesse Anne. Après avoir servi à la Marine nationale, ce voilier sombre dans l'abandon. Après un premier projet de restauration lié à la création du musée de Port-Louis, Luc Marie Bayle lance en février 1979 un nouvel un appel à l'aide en faveur de la Duchesse Anne, son état devenant critique. L'avenir du navire paraît incertain, et son envoi à la ferraille ne fait pratiquement plus de doute. C'est finalement Dunkerque (qui jouxte Malo-les-Bains, cité natale de Bayle) qui le récupérera en 1980/81 où il est depuis exposé et visitable. 
Parallèlement, Bayle crée en 1975 l'AMERAMI, association qui œuvre pour la sauvegarde du patrimoine maritime et fluvial.
Il est également de l'ICMM (International Council of Maritime Museum).

### L'artiste
Il a eu pour maître le père Renard, professeur de dessin pour les élèves candidats à l'école des Beaux-arts, qui lui a enseigné l'art du nu. Il perfectionne cet art lors de longues escales à Shanghai où il fréquente l'Art club. Une amie de sa mère, Marie Herfeld, ancienne élève du peintre Paul Sérusier, lui enseigne au cours de vacances à la campagne l'art de la composition et des couleurs.
Luc-Marie Bayle dessine et peint, surtout des aquarelles, notamment lors de son premier embarquement en Chine où il développe son talent dans cette discipline, mais également à Tahiti, Moorea, Bora-Bora et Mangareva, ainsi que sur les îles moins fréquentées de Saint-Paul, Macquarie, les îles Kerguelen ou encore l'archipel des Balleny. Il affectionne la technique du dessin aquarellé qui requiert une maîtrise parfaite du dessin qui doit être tracé d'un seul jet à l'encre indélébile. L'aquarelle est ensuite utilisée de façon très diluée dans des tons finement choisis.
Outre la rédaction du journal de bord des deux premières expéditions, il signe un ouvrage relatant les mêmes événements sous le titre Le Voyage de la Nouvelle Incomprise. De 1960 à 1972, Bayle crée avec le peintre de la Marine Hervé Baille une société d’édition (B & B). En 1962, il réalise un panneau intitulé Jean Bart pour l'appartement Flandres du paquebot France. 
En août 1968, il part avec Hervé Baille pour Aden, afin de réaliser des croquis et des aquarelles sur les derniers boutres afin d'éditer un ouvrage sur ce thème. En 1988, il commence la création d'un quadryptique intitulé Les quatre saisons sur l'Extrême-Orient : Yang Tse Kiang (automne), Japon (printemps), Baie d'Along (été) et Pékin (hiver).

#### La technique des chiffons-cousus
Il est nommé peintre officiel de la Marine en 1944. À la Libération, en 1945, il se trouve affecté au ministère de la Défense et reçoit une commande de tapisserie pour le bar des officiers rue Royale. Près de l'entrée rue Royale se trouve un local occupé par les couturières du ministère et rue Camou, près du Champ-de-mars, se trouve le magasin du Commissariat de la Marine où sont stockés les vieux chiffons de la Marine Nationale. Il conçoit donc l'idée de réaliser un patchwork de ces chiffons et de les faire assembler par les couturières de la rue Royale. Il crée ainsi sa première tapisserie de chiffons-cousus qui représente un vaisseau du XVIIIe siècle au mouillage, entouré d'une végétation luxuriante, baptisée les Antilles. 
Dans la mission vers La Terre-Adélie de 1949, le capitaine de frégate Max Henri Jacques Douguet (1903-1989) accepte dans son état-major le lieutenant de vaisseau Bayle à condition qu’il apprenne à se servir d’une caméra de cinéma. Pendant les trois mois de voyage, Bayle n’en reste pas là. Il ramasse des chiffons dans la salle des machines qu'il complète avec un fonds de toile à voile et de l'étamine à pavillons issus de la soute du maître de manœuvre. L'équipage lui donne spontanément serviettes éponges, lambeaux de chemises, bas de pantalons et même une chaussette reprisée du commandant en second Jacques Guillon. Il compose avec l'aide de l'équipage une tapisserie commémorant l’arrivée de Dumont d’Urville en 1840 qui s'intitule "L'Astrolabe et la Zélée de Dumont d'Urville dans les glaces".
La plupart de ses tapisseries de chiffons-cousus est réalisée dans sa maison de campagne à partir d'une maquette. Des étoffes de différents types sont étalées sur un grand plateau. Chaque morceau de tissu choisi est découpé et mis en place sur un calque, épinglé puis bâti avec du fil jaune. Au total douze tapisseries sont réalisées en Normandie. La toile de voile utilisée au début est remplacée par de la toile de jute. La palette de couleurs est composée de tissus de toutes sortes rassemblés par catégories (étoffes, dentelles, fourrures, peaux ficelles...) et toutes sortes d'objets.

#### Ses autres talents
Bayle est contacté en 1968 par Antonin Besse, négociant-armateur d'Arabie et propriétaire d'une flottille de boutres pour passer une quinzaine de jours à Aden pour fixer par l'image et par le texte l'histoire de ces navires. 
Après avoir dessiné le logo de la mythique Calypso, le navire de recherche océanographique du commandant Cousteau, il réalise et conçoit en 1989 l'épée en cristal pour l'entrée de ce dernier à l'Académie française.
Son œuvre est complétée par des affiches, des calendriers, des plaquettes, des dépliants, des cartes postales, des cartes de vœux, divers films d'instruction... pour la Marine nationale, les Phares et balises, la Société nationale de sauvetage en mer (SNSM), la SNCF, Air France, et diverses compagnies aériennes, les Messageries maritimes, la Compagnie maritime Worms... De 1944 à 1989, il illustre de nombreux livres ainsi que de nombreux articles pour le Figaro, la Revue maritime, l'Echo du marin, Cols bleus... 
Luc-Marie Bayle a fait l'objet de deux expositions au Musée national de la Marine. La première a eu lieu à Paris du 22 septembre 1995 au 12 novembre 1995. La seconde intitulée De Brest en Terre Adélie a eu lieu au Musée national de la Marine de Brest du 29 octobre 2008 au 31 mars 2009.

## Tapisseries de chiffons cousus
- Antilles, 1948
- L'Astrolabe et la Zélée, 1949
- L'Homme en jaune, 1958
- Fête sur la Sophie, 1962
- Antarctique, 1966
- Venise, 1970
- Moscou, 1972
- Chasse à la baleine, 1975
- Le port de Rochefort, 1984
- Attaque du Gloria Regis par un chébec, 1986
- Quadriptyque Extrême-Orient, les quatre saisons : Yang-Tsé Kiang (automne), 1988, Japon (printemps), 1990, Baie d'Along (été), 1992, Pékin (hiver), 1994

## Panneaux décoratifs
- Châteaux de France (onze panneaux pour les Boeing 707 Air France)
- Panneau Jean-Bart (appartement Flandres du paquebot France)
- Panneau pour les porte-avions Clemenceau et Foch, les porte-hélicoptères Jeanne d'Arc, les avisos Victor Schœlcher et E.V. Henry, le cargo Jumièges (Compagnie maritime Worms)
- Panneaux indélébiles sur toile : Un courtier maritime aux Indes au XVIIIe siècle (Société Socomet)
- Grand planisphère (Compagnie des Messageries maritimes)
- Décor du cercle de Borda à l'École navale de Lanvéoc-Poulmic

## Livres illustrés
- Marcelle Vioux, Jeanne d'Arc, éditions de la nouvelle France, 1942
- Jean Variot, Les Coursiers de Sainte-Hélène, éditions de la nouvelle France, collection la vie exaltante, 1944
- Pierre Dubard, Le Charcot et La Terre Adélie, France Empire, 1951
- Jacques Mordal, La Marine en bois, Paris, Fayard, 1975
- Nos marins (brochure nationale), 1943
- Joseph Jolinon, Guérillas 1808, 1946
- Capitaine Canot, La vie d'un négrier, 1946
- André Voisin, Un seul pied sur la terre, 1946
- Pierre Nive, Copains de vol, 1947
- Jean Raynaud, Chefs de mer, 1950
- A.E.N., Chansons Baille, 1952
- Jean-François Navard, Les Fistots, 1954
- Jacqueline Lenoir, Le nouveau tour de France par deux enfants, éd. Belin, 1956
- Charles Maurel, S.O.S. patrons pêcheurs, 1956
- Roger Coindreau, L'Argot Baille, 1957
- Vous serez marins (brochure Marine nationale), 1961
- Les derniers boutres d'Aden, ed. 2B, 1963
- Roger Vercken, Marine et bons usages, 1986
- Robert Chatel, Un fils de Bayard, 1988

## Décorations
- officier de la Légion d'honneur,
- officier du Mérite maritime,
- Officier des Palmes académiques
- Croix de guerre 39-45 avec palme
- Officier du mérite maritime

## Audiovisuel
L’ECPAD détient un film de 25 minutes sur les missions vers la Terre Adélie de 1948 et 1949. Réalisation et montage : Luc-Marie Bayle. Montage : Madeleine Bonin. Commentaire Jean-Claude Michel. Musique : Jules Semler-Collery.

## Sources
Gwen Douguet, Cap sur la Terre Adélie, premières expéditions polaires françaises (1948-1951) , Brest, éditions le Télégramme, 2007,  (ISBN 978-2-84833-176-8) (BNF 41190751)